# Medida de Winchester
La medida de Winchester es un conjunto de normas legales de volumen instituidas a finales del siglo XV (1495) por el rey Enrique VII de Inglaterra y en uso, con algunas modificaciones, hasta la actualidad. Consiste en el bushel de Winchester y sus cantidades dependientes, el peck, el galón (seco) y el cuarto (seco). Más tarde se conocerían como los Estándares de Winchester, así denominados porque los ejemplos se guardaron en la ciudad de Winchester.
La medida de Winchester también puede referirse a:
- los sistemas de pesos y medidas utilizados en el Reino de Wessex durante el período anglosajón, posteriormente adoptados como estándares nacionales de Inglaterra, así como los estándares físicos (prototipos) asociados con estos sistemas de unidades;[1]
- un conjunto de estándares de peso avoirdupois que datan de mediados del siglo XIV, en particular, el estándar de 56 libras encargado por el rey Eduardo III , que sirvió como prototipo para la reforma del sistema de peso avoirdupois de la reina Isabel I en 1588;[2]
- un tipo de botella de vidrio, generalmente de color ámbar, que se utiliza en la industria farmacéutica y química, conocida como el frasco ámbar, la botella de Winchester o la botella de un cuarto de Winchester.

## Historia
Durante el siglo X, la ciudad capital del rey inglés, Edgar, estaba en Winchester y, bajo su dirección, se instituyeron estándares de medición. Sin embargo, no se sabe nada de estos estándares excepto que, después de la conquista normanda, los estándares físicos (prototipos) fueron trasladados a Londres. En 1496, una ley del rey Enrique VII instituyó el bushel que más tarde se conocería con el nombre de "Winchester". En 1588, la reina Isabel I, mientras reformaba el sistema de pesas inglés (que, en ese momento, incluía no menos de tres libras diferentes con el nombre de "avoirdupois") basó el nuevo estándar de Hacienda en un antiguo conjunto de pesas de bronce encontradas en Winchester y que databa del reinado de Eduardo III.
Estos incidentes han llevado a la creencia generalizada de que las unidades de Winchester de medida de capacidad seca, a saber, el bushel y sus cantidades dependientes, el peck, el galón y el cuarto, deben haberse originado en la época del rey Edgar. Sin embargo, los investigadores contemporáneos no logran encontrar evidencia de la existencia de estas unidades en Gran Bretaña antes de la conquista normanda. Además, todas las unidades asociadas con la medida de Winchester (cuarto, fanega, peck, galón, vasija, quart, pinta) tienen nombres de derivación francesa, al menos sugerentes de origen normando.

### Medidas de capacidad en el período anglosajón
Antes de la conquista normanda, se utilizaron las siguientes unidades de medida de capacidad: sester, amber, mitta, coomb y seam. Un estatuto de 1196 (9 Ricardo I c27) decretó: Se establece que todas las medidas de toda Inglaterra sean de la misma cantidad, tanto de maíz como de verduras y cosas similares, es decir, una buena carga de caballos; y que esta medida sea nivelada tanto en ciudades y distritos como fuera. Esto parece ser una descripción del seam, que luego se equipararía con el cuarto. La palabra seam es de derivación latina (del latín vulgar sauma = packsaddle). Algunas de las otras unidades son igualmente de derivación latina, sester de sextarius, amber de ánfora. Por tanto, el sester podría tomarse como una pinta, el amber como un bushel. Sin embargo, los valores de estas unidades, así como sus relaciones entre sí, variaron considerablemente a lo largo de los siglos, por lo que no son posibles definiciones claras excepto especificando el tiempo y el lugar en que se utilizaron las unidades.

### Después de la conquista normanda
Uno de los primeros documentos que definen el galón, el bushell y el cuarto es el Assize of Weights and Measures, también conocido como Tractatus de Ponderibus et Mensuris, a veces atribuido a Enrique III o Eduardo I, pero que hoy en día se incluye generalmente en los Estatutos Antiguos de Fecha Incierta y se presume que es de circa 1250 −1305. Establece que "por consentimiento de todo el Reino se hizo la Medida del Rey, de modo que un penique inglés, que se llama sterling, redondo sin recortes, pesará treinta y dos granos secos de trigo de la parte central de la espiga; veinte peniques hacen una onza; y doce onzas hacen una libra, y ocho libras hacen un galón de vino; y ocho galones de vino hacen una fanega de Londres; que es la octava parte de un cuarto."
En 1496, "Una ley de pesos y medidas" (12 Enrique VII c5) estableció que "la medida de un bushel contiene 8 galones de trigo, y que cada galón contiene 8 libras troy de peso de trigo, y cada libra contiene 12 onzas troy de peso, y cada onza contiene 20 libras esterlinas, y cada libra esterlina debe pesar 32 granos de trigo que crecieron en medio de la espiga de trigo, según las antiguas leyes de esta tierra". Y aunque este bushel no se ajusta del todo a la descripción del bushel de Winchester, el bushel prototipo estándar nacional construido el año siguiente (y todavía en existencia) está lo suficientemente cerca de un bushel de Winchester que generalmente se considera el primero, aunque no fue conocido por ese nombre en ese momento.
El bushel de Winchester se menciona por primera vez por su nombre en un estatuto de 1670 titulado "Una ley para determinar las medidas de maíz y sal" (22 Charles II c8) que establece, y que " si alguna persona o personas después del tiempo antes mencionado vende cualquier tipo de maíz o grano, molido o sin moler, o cualquier clase de sal, que se venda generalmente por fanega, ya sea en el mercado libre o en cualquier otro lugar, por cualquier otra fanega o medida que no sea conforme al estandarte marcado en el tesoro de Su Majestad, comúnmente llamado medida Winchester, que contiene ocho galones por bushel, y ni más ni menos, y dicho bushel strucken incluso por la madera o el ala del mismo por el vendedor, y sellado como lo indica esta ley, él o ellos perderán por cada delito el suma de cuarenta chelines".
Se define por primera vez en la ley por un estatuto de 1696–97 (8 y 9 Guillermo III c22 s9 & s45) y hasta el final todos los Sujetos de Sus Majestades pueden conocer el Contenido del Winchester Bushell al que se refiere esta Ley, y que todas las Disputas y Las diferencias sobre la medida pueden evitarse en el futuro, por la presente se declara que cada fanega redonda con un fondo liso y uniforme, de dieciocho pulgadas y medio de ancho y ocho pulgadas de profundidad, se considerará una fanega de Winchester legal de acuerdo con el estándar. en el Tesoro de Su Majestad.
En 1824 se aprobó una nueva ley en la que el galón se definía como el volumen de diez libras de agua pura a 17 °C y las otras unidades de volumen cambiaban en consecuencia. El "bushel de Winchester", que era un 3% más pequeño que el nuevo bushel (ocho galones nuevos), se mantuvo en el comercio de cereales inglés hasta que se abolió formalmente en 1835. En 1836, el Departamento del Tesoro de los Estados Unidos adoptó formalmente el bushel de Winchester como estándar para el comercio de granos y, definido como 2150,42 pulgadas cúbicas, sigue siéndolo en la actualidad.
Mientras que el Reino Unido y las colonias británicas cambiaron a medidas "imperiales" en 1826, Estados Unidos continuó usando medidas de Winchester y todavía lo hace.